# 壬子家變
壬子家變，民國六十一年，即1972年農曆壬子年，蔣中正即將尋求連任中華民國第五任總統時，蔣宋美齡極力推薦外甥孔令侃擔任行政院長，蔣中正已提前為蔣經國舖路，自然不肯。於是雙方發生激烈口角，兩人各執己見，互不相讓。蔣中正南下澄清湖，並揚言放棄連任。最後蔣宋美齡知難而退，孔令侃僅得國策顧問一職。